# Kwon Young-hae
Kwon Young-hae (* 9. September 1937 in der Provinz Nord-Gyeongsang) ist ein Politiker und ehemaliger Militär. Vom 26. Februar bis zum 22. Dezember 1993 war er Verteidigungsminister, vom 24. Dezember 1994 bis zum 3. März 1998 Direktor des südkoreanischen Geheimdienstes und ist seit dem 5. April 2017 Co-Parteivorsitzender der Saenuri-Partei.

## Leben
Kwon Young-hae wurde im Jahr 1959 in den Wehrdienst einberufen und diente zwischen 1965 und 1967 im Vietnamkrieg. 1984 wurde er zum Kommandeur der 6. Infanteriedivision und 1986 zum Stabschef der 3. Infanteriedivisionen ernannt. Nach seinem Einsatz als Kommandeur der Unterstützungseinheit für die Olympischen Sommerspiele 1988 ging Kwon mit dem Rang eines Generalmajors (koreanisch 소장, sojang) in den Ruhestand und begann für das Ministerium für Nationale Verteidigung zu arbeiten. 1990 wurde er zum stellvertretenden Verteidigungsminister unter Präsident Roh Tae-woo ernannt.
Bereits einen Tag nach der Amtseinführung des neuen südkoreanischen Präsidenten Kim Young-sam begann dieser mit einer weitreichenden Regierungsumbildung, bei der Kwon Young-hae am 26. Februar 1993 als Nachfolger von Choi Se-chang zum Verteidigungsminister ernannt wurde. Kim Young-sam brach bei dieser Personalentscheidung mit der Tradition, das bei der Ernennung des Verteidigungsministers üblicherweise ein General (koreanisch 대장, daejang) eingesetzt wurde. Im März 1993 beauftragte Präsident Kim Young-sam Kwon mit der Entfernung von Kim Chin-young in der Position als Stabschef des südkoreanischen Heeres und von Generalleutnant Suh Wan-soo als Leiter des militärischen Sicherheitsdienstes.
Am 24. Dezember 1994 wurde Kwon Young-hae zum Direktor der südkoreanischen Geheimdienstes (National Security Planning Agency) ernannt. Während der Präsidentschaftswahl 1997 initiierte Kwon Young-hae eine Schmutzkampagne gegen den oppositionellen Kandidaten und späteren Präsidenten Kim Dae-jung. Er bezahlte den koreanisch-US-amerikanischen Geschäftsmann Yoon Hong-joon bei drei von dessen Pressekonferenzen vor dem Wahltermin am 18. Dezember 1997 Eindrücke zu vermitteln, dass Kim Dae-jung Kontakte nach Nordkorea habe. Anfang März 1998, nach der Vereidigung von Kim Dae-jung als Präsident Südkoreas verdichteten sich die ersten Gerüchte und Kwon Young-hae, Yoon Hong-joon und fünf weitere Geheimdienstmitarbeiter wurden verhaftet, mehr als zwei Dutzend Mitarbeiter des Geheimdienstes verloren ihre Anstellung. Während der Zeit in Untersuchungshaft versuchte sich Kwon Young-hae am 22. März 1998 mit einem, vermutlich von seiner Frau eingeschmuggelten, Messer das Leben zu nehmen.
Anfang Mai 1998 begann dann das Verfahren gegen Kwon Young-hae und am 23. September 1998 wurde er zu fünf Jahren Haft verurteilt. Bereits am 26. Oktober des gleichen Jahres wurde er mit neuen Vorwürfen beschuldigt. Er soll eine Verschwörung von drei Personen, einschließlich eines ehemaligen Mitarbeiters des Blauen Hauses, verschleiert haben, die Nordkorea zu einem Grenzschuss provozieren wollten, um so mehr konservative Stimmen für ihren Präsidentschaftskandidaten Lee Hoi-chang zu sammeln. Im Jahr 2006 musste Kwon Young-hae seine Gefängnisstrafe antreten, nachdem er die vorhergehenden Jahre aus medizinischen Gründen nicht in Haft genommen werden konnte.
Kwon Young-hae beteiligte sich bei den Protesten gegen die Amtsenthebung von Präsidentin Park Geun-hye und trat nach deren Amtsenthebung in einen Hungerstreik. Am 5. April 2017 wurde er zum Co-Parteivorsitzenden der am gleichen Tag gegründeten Saenuri-Partei gewählt. Die aus Park-Loyalisten bestehende Saenuri-Partei ist nicht mit der regierenden Saenuri-Partei zu verwechseln, die sich im Februar 2017 in Freiheitspartei Koreas umbenannte.